# Rumford (Maine)
Rumford è un comune degli Stati Uniti d'America, situato in Maine, nella contea di Oxford.